# جون بيركو
جون سيمون بيركو (بالإنجليزية: John Bercow)‏ (19 يناير 1963)، سياسي بريطاني سابق، شغل منصب رئيس مجلس العموم من عام 2009 إلى عام 2019، وكان عضوًا في البرلمان عن دائرة باكنغهام بين عامي 1997 و2019. كان عضوًا في حزب المحافظين قبل أن يصبح رئيسًا، وهو أول عضو في البرلمان منذ سلوين لويد في عام 1971 يُنتخب رئيسًا دون أن يكون نائبًا لرئيس البرلمان. بعد تنحيه عن منصب رئيس البرلمان واختياره عدم خوض الانتخابات العامة لعام 2019 غادر البرلمان. في عام 2021 انضم إلى حزب العمال ولكن علقت عضويته في عام 2022.
شغل بيركو منصب مستشار في منطقة لامبث في لندن من عام 1986 إلى عام 1990، وقد تنافس دون جدوى على مقاعد البرلمان في الانتخابات العامة لعامي 1987 و1992 قبل انتخابه نائبًا عن باكنغهام في عام 1997. وفي عام 2001، انضم إلى حكومة الظل، وشغل مناصب مختلفة تحت قيادة إيان دنكان سميث ومايكل هوارد. ومع ذلك، في نوفمبر 2002، استقال من حكومة الظل بسبب خلاف يتعلق بدعمه لقانون التبني والأطفال لعام 2002 [الإنجليزية]. عاد بعد عام وانضم إلى حكومة الظل مرة أخرى، لكنه فُصل منها في عام 2004. في البداية، كان منحازًا إلى الفصيل اليميني في حزب المحافظين، وتطور موقفه السياسي بمرور الوقت، وبحلول عام 2007، انتشرت شائعات بأنه سينشق وينضم إلى حزب العمال.

## روابط خارجية
- جون بيركو على موقع IMDb (الإنجليزية)
- جون بيركو على موقع مونزينجر (الألمانية)
- جون بيركو على موقع قاعدة بيانات الفيلم (الإنجليزية)